# جواهرالکلام
جواهر الکلام فی شرح شرایع الاسلام اثر محمدحسن نجفی، یکی از منابع اصلی فقه شیعه است. این کتاب از منابع فرعی قانون مجازات اسلامی و سایر قوانین نیز محسوب می‌شود.

## نویسنده
نویسنده جواهرالکلام  محمدحسن نجفی است که در قرن ۱۳ ق می‌زیسته و معاصر امیرکبیر و محمدشاه قاجار بوده و در سال ۱۲۶۶ ق وفات یافته‌است. وی به جهت نوشتن این کتاب و اهمیت آن، به صاحب جواهر شناخته می‌شود.

## معرفی
این کتاب در بردارنده تمام ابواب فقهی است و ترتیب و فهرست مطالب آن همانند کتاب شرایع الاسلام علامه حلی است. رضا همدانی در کتاب مصباح الفقیه به برخی از ویژگی‌هایی این کتاب اشاره کرده‌اند:
این کتاب از جامعیت برخوردار است و در زمینه فقه، محقق را از کتب دیگر بی‌نیاز می‌کند. همچنین در این کتاب نام بیشتر فقیهان مذکور است و دیدگاه‌های آن‌ها بررسی شده‌است. نیز بیشتر کتب و متون فقهی مورد تحلیل قرار گرفته‌است و مطالب آن رد یا اثبات شده‌است. از سوی دیگر فقط به روایت‌های مورد نیاز اشاره شده و در موقع لزوم روایات اهل سنت نیز آورده شده‌است. عبارات جواهر با زبان ساده بیان شده‌است و استدلال‌های آن گویا و روشن است. در موارد بسیاری متن روایات و سند آن‌ها نقل نمی‌شود. یا صرفاً بخشی از آن نقل می‌شود. وی در این کتاب به موارد مشترک و وفاق و اجماع و شهرت اشاره کرده‌است و نیز اختلافی که بین آراء وجود دارد و سعی کرده‌است تا در محاکمه‌ای، این اقوال را داوری کند. شیخ از شیوه محقق حلی پیروی کرده‌است چرا که فقره فقره و حتی عبارت‌ها را به ترتیب روش حلی ذکر کرده‌است. به لحاظ شکلی، کتاب جواهر نیز به تقسیم چهارگانه محقق حلی در شرایع وفادار مانده‌است. این تقسیم به چهار بخش عبادات، عقود، ایقاعات و احکام است. با این وجود، کتاب جواهر در در این حیطه نیز محدود نشده‌است بلکه بر هضم کردن کتاب شرایع در خودش، کتابی مستقل یه شمار می‌رود. عبارت‌های کتاب جواهر به گونه‌ای است که اگر اشاره خود مؤلف به کتب دیگر وجود نمی‌داشت تمایز میان شرح و متن اصلی بسیار سخت می‌نمود. از دیگر ویژگی‌ها این کتاب می‌توان به وافر و زیاد بودن مصادر و منابع آن و استناد به آن‌ها اشاره کرد. تنوع مصادر و منابع در این کتاب بسیار زیاد است و طیف گسترده‌ای به لحاظ تاریخی را شکل می‌دهد. از کتاب‌های فقهی گرفته تا کتاب‌های علم رجال یا زبان و ادبیات در میان مصادر یافت می‌شوند. از دیگر ویژگی‌های کتاب آن است که این کتاب، مسئله فقهی واحد را از نگاه اکثر اقوال بررسی کرده‌است. تعاریفی که در این کتاب ذکر شده‌است طولانی نیستند و همگی شرایط منطقی تعریف را رعایت کرده‌اند.
این کتاب تمامی ابواب فقهی را دربردارد و به‌طور کامل فقه استدلالی است و به اصطلاح امروز خارج فقه است. تألیف این کتاب سی سال به طول انجامیده است. محدث قمی در کتاب فوائد الرضویه نوشته است که نوشتن این کتاب یکی از شگفتی‌های روزگار است. از زمانی که این کتاب نگاشته شده‌است محور درس خارج فقه قلمداد می‌شده‌است و رجوع به آن برای فقیهان ضروری است. محدث قمی همچنین داشتن جواهر الکلام و جامع المقاصد و وسائل الشیعه را برای مسائل فرعی فقه و فروعات آن کافی دانسته‌اند. مرتضی مطهری جواهر الکلام را دائره المعارف فقه شیعه دانسته است. برخی از فقیهان معاصر همچون محمد تقی بهجت نیز تمام درس خارج فقه خود را بر اساس کتاب جواهر گذاشته بودند.

## شیوه نگارش جواهر
شیخ محمد حسن نجفی ابتدا آن بخشی از متن شرایع را که نیاز به توضیح دارد بیان می‌کند و شرح می‌دهد. پس از آن نظریات فقیهان را ابتدا مطرح و سپس نقد و بررسی می‌کند. وی در پایان با توجه به دلایل، نظریه خود را بیان می‌کند. گاهی نیز به فروعات این مسئله اشاره می‌کند. البته این شیوه در تمامی کتاب رعایت نشده‌است اما در بیشتر کتاب همین شیوه را دنبال کرده‌است. وی در روش نقل روایات نیز گاهی به کتاب‌های اربعه شیعیان ارجاع داده است اما معمولاً روایت را بدون نام منبع می‌آورد. وی همچنین به دیگر کتب روایی مانند بحار الانوار، فقه الرضا و دعائم الاسلام و کامل الزیارات نیز رجوع و از آن‌ها روایت نقل کرده‌است. چنان‌که از کتب روایی اهل سنت نیز بهره گرفته‌است. صاحب جواهر در نقل اقوال کوشش فراوان کرده‌است و تتبع زیادی انجام داده است. وی سعی کرده‌است تا نظریات فقیهان متقدم و متاخر را گردآوری کند ولی تنها به قول فقهای سلف تکیه کرده‌است. بیشتر کلمات ذکر شده در کتاب از آن فقهاست ولی با این وجود از عالمان لغت و غیر آنان نیز اقوالی نقل شده‌است. وی گاهی در مورد نظریه‌ای که به برخی فقها نسبت داده شده‌است تحقیق مفصلی انجام داده و خلاف واقع بودن آن را اثبات می‌کند. گفته می‌شود که محمد حسن نجفی در نوشتن جواهر از کتاب مسالک و شیوه چینش کلمات و عبارات آن بهره برده است. همچنان که نقل قول‌های کتاب مدارک الاحکام و توضیحات و نقدی نیز همراه آن‌ها در جواهر آمده است. در این میان کتاب حدائق نیز بر جواهر تأثیر بسیاری دارد و صاحب جواهر از این کتاب نیز بسیار بهره گرفته‌اند. وی به اجماع و شهرت اعتماد دارد و با رای شاذ بشدت مخالفت می‌کند چنان‌که با رای فیض کاشانی در مورد نماز جمعه و غنا چنین کرده‌است.

## آراء و نظرات
وی از جمله فقیهانی است که به ولایت فقیه باور داشته‌است. وی بر این باور است که ولایت فقیه نزد فقیهان شیعی امری مسلم است چرا که مقصود از حاکم در کلام آن‌ها، فقیه نائب امام در زمان غیبت است.محمد حسن نجفی سعی می‌کرد با عمق بخشیدن به مطالعاتش در زمینه فقه، در زمینه ولایت فقیه که مسئله ای فقهی از یک نظر است نظر خویش را بیان کند. وی بر این باور بود که ولایت فقیه، تداوم بخش حرکت و جنبش پیامبران الهی و ائمه معصوم نزد شیعه است. در این باره می‌گوید که اگر ولایت عامه فقیه محقق نباشد آن گاه بسیاری از امور شیعیان تعطیل می‌شود. وی هم از طریق روایت‌ها و هم از طریق اجماع محصل و منقول، ضرورت ولایت فقیه را به اثبات رسانده است و بر آن است که کسانی که طعم فقه را نچشیده‌اند و از کلام امامان معصوم شیعه چیزی نفهمیده‌اند در مورد ولایت فقیه تردید می‌کنند.
وی بر خلاف سید محمد کاظم طباطبایی یزدی که وکالت را ایقاع می‌داند بر این باور است که وکالت نوعی عقد است چرا که در آن ایجاب و قبول وجود دارد. نجفی همچنین قائل به حجیت اجماع منقول است و بسیار به شیوه اصولی ملتزم است. وی در عین حال از اصطلاحات علم اصول مانند حکومت و ورود استفاده می‌کند و در بررسی نظریات فقهی از استنباط و استدلال‌های فراوان بهره می‌گیرد. وی همچنین به مستحب بودن دو بار صدقه دادن به هنگام سفر حکم داده است.

## مکتب فقهی صاحب جواهر
مکتب فقهی که محمد حسن از آن پیروی می‌کرد و تا زمان شاگرد برجسته وی، شیخ انصاری نیز کماکان ادامه داشت وارد کردن قواعد اصولی در شیوه استنباط و اجتهاد است. در مقابل مکتب فقهی جواهر اخباری گری قرار داشت که معتقد بود یگانه منبع استنباط فقه شیعه باید کتاب و سنت باشد؛ و وارد کردن قاعده‌های اصولی برای عمل اجتهاد امری باطل است. در دوره ای که ایشان می‌زیسته‌اند بتدریج جریان اخباری گری رواج پیدا می‌کند. کتاب جواهر به عنوان نماینده تفکر اصولی و نیز اجتهاد اصولی دقیقاً در مقابل کتاب حدائق الناظره شیخ یوسف بحرانی قرار می‌گیرد.

## شیوه مطالب کتاب

### چاپ کتاب
جواهر الکلام به چاپ سنگی و حروفی بارها چاپ شده و چاپ رایج حروفی آن در ۴۳ جلد می‌باشد.
همچنین نرم‌افزار جواهر الکلام نیز در قم تولید شده‌است.

### کتب مرتبط
جواهر الکلام فی ثوبه الجدید بمعنای جواهر الکلام در لباسی نو کتابی است که در آن آراء و دیدگاه‌های فقهی در کتاب جواهر از هم به صورت جدا و حاشیه و پاورقی بررسی شده‌اند.